# Dürabuch
Dürabuch ist ein Gemeindeteil von Egenhofen im oberbayerischen Landkreis Fürstenfeldbruck.

## Geografie
Der Ort liegt circa einen Kilometer südöstlich von Wenigmünchen, wo die Kreisstraße FFB 2 verläuft.
Am 1. Mai 1978 wurde die ehemals selbständige Gemeinde Wenigmünchen mit den Ortsteilen Dürabuch und Fuchsberg nach Egenhofen eingegliedert.